# Grado en Ingeniería de Edificación (España)
El Grado en Ingeniería de Edificación es un Título de grado creado en España en el año 2004, dentro de la rama de conocimiento de Ingeniería y Arquitectura para facilitar el intercambio de titulados universitarios entre todos los países integrantes del  EEES de acuerdo con el Proceso de Bolonia, bajo una denominación de estas titulaciones lo más homogénea y clara posible.

## Denominación
Existen denominaciones homologables al Grado de Ingeniería de la Edificación, en el ámbito de Europa, como la Laurea in Ingegneria Edile en Italia, la Licence en Ingénierie du Bâtiment en Francia o la titulación Diplom-Ingenieur für Hochbau, como especialidad dentro de la bauingenieur o ingeniería civil en Alemania o Austria. En el Reino Unido e Irlanda existen las titulaciones de Architectural Technology y Construction Management traducibles a un Bachelor of Science in Building Engineering, y que en Dinamarca equivale al Bygningskonstruktør, traducido como Constructing Architect o Arquitecto de la Construcción, así como al Rakennusarkkitehti en Finlandia, la denominación de ambos títulos  nórdicos denota, al menos en su origen, una proximidad a la figura académica del arquitecto, los cuales se benefician de derechos adquiridos en virtud del artículo 49, apartado 1, según la Directiva 2005/36/CE del Parlamento Europeo y del Consejo, en lo que respecta a su reconocimiento de arquitecto.
Aunque no existe la misma denominación en todos los países del mundo, sí existe una terminología propia ligada a esta ingeniería y utilizada a nivel mundial, en los Estados Unidos, país no integrante dentro del Espacio Europeo de Educación Superior, a esta titulación universitaria se la asocia con la Building Construction & Construction Management y sobre todo con la Architectural Engineering, así como en Indonesia. En cambio en países como China, Canadá, Australia o Malasia, tampoco integrantes en el EEES, es común el término Building Engineering, aunque algunos centros universitarios de Europa utilizan indistintamente la palabra Building Engineering o Architectural Engineering, caso de algunas escuelas universitarias de Italia, aunque lo apropiado, según el proceso de Bolonia, es utilizar la misma denominación, en este caso Building Engineering y su respectiva traducción a los diferentes idiomas de los países integrantes de la EEE.
Añadir que el término Architectural Engineering en Corea del Sur y Japón es utilizado con diferente significado, refiriéndose a la titulación universitaria de Bachelor of Engineering in Architecture and Building Engineering, dicho de otro modo, a una formación de Arquitecto e ingeniero con atribuciones en diseño arquitectónico y proyección estructural, asimilable al arquitecto español.
En España, su denominación castellana es Grado en Ingeniería de Edificación, según el título blanco realizado por la ANECA, aunque muchas escuelas universitarias han optado por Grado en Ingeniería de la Edificación, y otras en menor medida, por Grado en Ingeniería en Edificación, en euskera Eraikunta Ingeniaritzako Gradúa, en catalán o valenciano Grau en Enginyeria d'Edificació o Enginyeria de l'Edificació, y por último en gallego es Grao en Enxeñería de Edificación o Grao en Enxeñería da Edificación.
Asimismo, en el ámbito anglosajón los términos architectural engineering, building engineering o architecture engineering pueden abarcar a los términos chartered building surveyor o construction management, o bien al término geometra en Italia. En España, con ese significado, esa profesión equivaldría a la figura de jefe de obra, profesión no regulada sin requisito formativo específico para ejercerla, pero que en la práctica la realizan arquitectos, arquitectos técnicos u otros ingenieros, o bien profesionales con experiencia en construcción sin formación universitaria; el jefe de obra sería el responsable de la ejecución del proyecto y de la gestión técnica y económica, pero no formaría parte de la dirección facultativa. En España la palabra geómetra equivale al término topógrafo, lo cual puede provocar confusión, en especial con Italia.

## Orígenes. El Maestro de Obras: el ingeniero español con competencias en edificación
El actual plan de estudios de Grado en Ingeniería de Edificación es heredero de los planes de estudio académicos del Maestro de Obras que se remontan al siglo XIX, del posterior título de Aparejador de principios del siglo XX, y en mayor medida del Arquitecto Técnico, que se corresponde con la década de 1970, estructurado en un primer ciclo de tres cursos anuales y con un marcado carácter tecnológico, el cual fue modificado en algunas escuelas antes de la reforma del Proceso de Bolonia, y ampliado a cuatro cursos anuales.
El origen de la profesión de Ingeniería de la Edificación en España está en la figura profesional y académica del Maestro de Obras, auténtico artífice del  proyecto de ejecución, de la ilustración de detalles constructivos, así como de la gestión integral de la edificación, materializada en la dirección de obra y el mantenimiento posterior del edificio, formación académica que será suprimida en España por la Real Orden de 24 de marzo de 1854 como titulación académica de la Real Academia de Bellas Artes, y sustituida, mediante la imposición del Decreto Luján de 24 de enero de 1855, por el título de Aparejador, de esta manera el ingeniero de la edificación de la España del siglo XIX será reducido a un mero ayudante del Arquitecto Director a lo largo del siglo XX, aunque no implantado de forma oficial hasta 1895.
El periodo entre 1855 y 1895 fue un periodo de transición, donde dos años después del Decreto Luján, y mediante la Ley de Instrucción Pública de 9 de septiembre de 1857, llamada comúnmente como la Ley Moyano, se restituyó la formación de Maestro de Obras como enseñanza profesional, aunque finalmente fue sustituida por el título de Aparejador, reducida su formación en dos años; e integrándose posteriormente a las escuelas técnicas de ingenieros industriales, aunque cabe añadir que los Maestros de Obras ya titulados, siguieron ejerciendo con ciertas limitaciones hasta aproximadamente el primer cuarto del siglo XX.
La figura profesional del Maestro de Obras, de formación ingenieril y tecnológica, data ininterrumpidamente desde el siglo XII hasta el siglo XX en que fue suprimida, diferenciándose del Arquitecto, de formación artística y humanista. Maestros de Obras importantes en España fueron Ramon Llambard, Berenguer de Montagut, Juan de Barbastro, Pere Llobet, Pere Compte, Juan Baixet, Juan de Sariñena, Francisco Brosa y Casanobas, Salvador Vinyals o Pere Ros i Tort.
Según la Real Academia Española, «el Maestro de Obras era el hombre que cuidaba de la construcción material de un edificio, según los planos de un arquitecto». Mientras que en otros países se seguía separando la profesión de uno y otro, ejemplo de Italia con el Ingegnere Civile-Edile (Ingeniero Civil o de la Construcción en otros países) y el Architetto, en España, la implantación del título de Aparejador supone que el Arquitecto pase a tener atribuciones en el proyecto arquitectónico, lo que se llama el proyecto básico propio de la profesión de Arquitecto, y además pase a tener las atribuciones en el proyecto de ejecución, asimilables a la profesión de Ingeniero de la Edificación o Maestro de Obras. Posteriormente, dentro de esta evolución natural de la formación en la arquitectura, Italia creó la titulación de Ingegnere Edile-Architetto, pero siguió existiendo la titulación de Architetto y la de Ingegnere Civile, así como la de Ingegnere Edile.
En 1976 se dictan las directrices para la elaboración de los planes de estudio de las Escuelas Universitarias de Arquitectura e Ingeniería Técnica, y un año después, el 7 de febrero de 1977 se dispone la publicación del Plan de Estudios Experimental de las Escuelas Universitarias de Arquitectura Técnica, según las previsiones contenidas al respecto de la Ley 14/1970 General de Educación y Financiamiento de la Reforma Educativa. Asimismo, en 1982, mediante Orden de 26 de mayo, se modifica la denominación de las asignaturas del Plan de Estudios de la Escuela Universitaria de Arquitectura Técnica de la Universidad Politécnica de Madrid. De esta manera se dejaba atrás el término aparejador, al menos en el ámbito universitario.
En 1999, y de acuerdo con lo previsto en el Real Decreto 1497/1987, de 27 de noviembre, por el que se establecen directrices generales comunes de los planes de estudio, se publican los planes de Estudio del título de Arquitecto Técnico de las diferentes Escuelas Universitarias de Arquitectura Técnica.
Casi un siglo después de la supresión del Maestro de Obras en España, impulsada por el colectivo de Arquitectos e ingenieros de Caminos, con la finalidad de hacerse con el monopolio de los proyectos en edificación, aparece nuevamente su formación académica bajo la denominación de Grado y Posgrado en Ingeniería de Edificación.
A fecha de hoy, en el sistema profesional decimonónico que existe aún en España, hablar del Maestro de Obras o de una posible profesión de Ingeniero de la Edificación es un tema tabú.

## Proceso de Bolonia

### Regulación
Antes del proceso de Bolonia, la formación universitaria en Ingeniería de la Edificación se distribuía de forma parcial en diversas titulaciones como Arquitectura Técnica, Arquitectura, las diferentes disciplinas dentro de la Ingeniería Industrial,  Ingeniería de Caminos, Canales y Puertos, así como  Ingenieros de Obras Públicas.
| 2004 | La Agencia Nacional de Evaluación de la Calidad y Acreditación ( ANECA ) crea el Libro Blanco Archivado el 8 de marzo de 2022 en Wayback Machine. del título universitario de Grado en Ingeniería de Edificación, estableciendo una estructura de primer nivel o Grado de cuatro cursos lectivos anuales de 240 ECTS, con un carácter generalista en la formación académica de la ingeniería de la edificación. Este análisis toma como punto de partida la titulación ya existente de Arquitectura Técnica, de acuerdo a la cual y mediante la relación existente con el resto de titulaciones universitarias, homologables académicamente en el entorno europeo, se configura el nuevo título de grado, el cual dará acceso a la profesión regulada ya existente de Arquitecto Técnico. Asimismo, se crea el libro Blanco del título universitario de Grado en Arquitectura, en el cual en la página 79 y ss. hace una alusión a la figura del Arquitecto Técnico, y a su adaptación profesional al entorno europeo como Ingeniero de la Edificación. |
| 2005 | Se establece una propuesta conjunta Archivado el 8 de marzo de 2022 en Wayback Machine. entre el CSCAE y el CGATE, el cual imposibilita un aumento de atribuciones con el nuevo título de Grado, y por tanto la no equiparación profesional con el ingeniero de edificación existente en Europa. La diferencia es que la profesión del ingeniero de la edificación europeo desarrolla además, la dirección de obra, el proyecto de ejecución y la gestión integral en el sector de la edificación. Mediante el Real Decreto 55/2005 se aprueba la estructura de las enseñanzas universitarias y la regulación de los estudios universitarios oficiales de Grado, máster y Doctorado. Un segundo nivel que corresponde a un Máster Oficial en Ingeniería de la Edificación, el cual profundiza en las dos especialidades de esta ingeniería, la especialidad en gestión y la especialidad en tecnología, de acuerdo con las cuales se desarrollan las competencias plenas del ingeniero de la edificación existente en Europa y en el resto del mundo, sin embargo no es un máster habilitante, al no existir como tal la profesión de ingeniero de la edificación en España. Asimismo, mediante la realización del Máster Oficial permite el acceso al Doctorado. |
| 2007 | El Real Decreto 55/2005 es derogado por el Real Decreto RD 1393/2007, de 29 de octubre, por el que se establece la ordenación de las enseñanzas universitarias oficiales y sus ramas de conocimiento. Mediante Orden ECI/3855/2007 de 27 de diciembre, se establecen los requisitos de verificación de los títulos universitarios oficiales, que habilitan para el ejercicio de la profesión de Arquitecto Técnico, utilizando la denominación de Graduado o Graduada en Ingeniería de Edificación, dentro de la rama de conocimiento de Ingeniería y Arquitectura. |
| 2010 | Se modifica el Real Decreto 1393/2007, de 29 de octubre, por el que se establece la ordenación de las enseñanzas universitarias oficiales mediante el Real Decreto RD 861/2010, de 2 de julio. |
| 2011 | Se verifican los primeros másteres del posgrado del título de Grado en Ingeniería de la Edificación, como los de la Universidad de Alicante, Universidad de Granada, Universidad de Sevilla y de la Universidad Politécnica de Valencia. |

### Conflicto judicial
El conflicto judicial, que afecta principalmente a la denominación del título de grado, se basa en que uno de los requisitos a la hora de elegir la denominación, es que esta fuese acorde, y no produjera confusión, con la profesión regulada que habilita.
Debido al conflicto judicial respecto a la denominación del título de grado, impulsado por las asociaciones profesionales de Ingeniería Industrial e Ingeniería Civil, algunas escuelas han decidido, temporalmente, cambiar su denominación, a fin de poder expedir los títulos universitarios. El conflicto se basa en que estas asociaciones no reconocen a la profesión de Arquitecto Técnico ni a la formación del título de Grado y Posgrado en Ingeniería de la Edificación, dentro del ámbito de la ingeniería. Hay que añadir, que este conflicto deriva de un enfrentamiento histórico, que se remonta al siglo XIX, por hacerse con el monopolio de la ingeniería aplicada a la edificación, más que en cuestionar la formación tecnológica aplicada, y por tanto ingenieril, del Arquitecto Técnico o del actual título de Ingeniero de la Edificación, tanto en su formación de Grado como en su formación de Posgrado, algo que por otra parte es incuestionable. Por tanto, este procedimiento judicial responde más a una lucha entre  Lobbys profesionales, y no tanto a cuestionar la formación pretecnológica y tecnológica del Arquitecto Técnico, ni de su evolución natural como Ingeniero de la Edificación, ya que en opinión de algunos, por legitimidad histórica, académica y moral, le pertenece los términos de  Ingeniero y de  Edificación.
| 2010 | La Sala Tercera del Tribunal Supremo, falla sentencia el 9 de marzo de 2010, en la que se estima el recurso contencioso-administrativo con número de recurso 150/2008 interpuesto por el Consejo General de Colegios Oficiales de Ingenieros Industriales contra la Orden ECI/3855/2007, quedando anulada la reserva de la denominación de Graduado en Ingeniero de Edificación, dentro del punto segundo llamado Denominación del Título del apartado 3, así como otros apartados. |
| 2011 | A fecha de 22 de febrero, el Tribunal Supremo anula la denominación del título de Grado de Ingeniería de Edificación de la Universidad Antonio de Nebrija, según el Acuerdo de Consejo de Ministros de 2008, por el que se establecía el carácter oficial del título universitario. La sentencia quedó publicada en 2011, según el recurso contencioso-administrativo 129/2009. Como respuesta a esta sentencia el CGATE realiza el siguiente comunicado. El 28 de marzo de 2011 la Dirección General de Política Universitaria envía una carta a la CODATIE a propósito de la anterior sentencia. El 11 de mayo de 2011 el Tribunal Supremo acepta los incidentes de nulidad de la sentencia. A fecha de 14 de julio de 2011, el Gobierno de España junto con el Ministerio de Educación, analizan la regulación de dos profesiones, Psicología Sanitaria e Ingeniería de la Edificación; el análisis hace una referencia a su situación actual y a las posibles actuaciones. El 4 de octubre de 2011 se crea la profesión regulada de Psicólogo General Sanitario, a través de la Ley General de Salud Pública, y accesible mediante el Título Oficial de máster en Psicología General Sanitaria, una vez adquirido el título de Grado en Psicología, quedando pendiente la profesión regulada de Ingeniería de la Edificación. |
| 2012 | El 9 de enero de 2012 se dio la noticia en la que el Tribunal Constitucional confirma la sentencia del Tribunal Supremo basada en la infracción de la Ley Universitaria 6/2001 donde se establece que los títulos universitarios deben denominarse de modo que no produzcan confusión (ya que se podría pensar que los arquitectos técnicos o aparejadores tuvieran las competencias exclusivas en materia de construcción) y en el Real Decreto 1393/2007, donde se regulan las enseñanzas universitarias ya que no existe la profesión de Ingeniero de Edificación, sino la de Arquitecto Técnico. Los planes de estudio que expedían el título de grado en Ingeniería de Edificación quedaron anulados y dichos profesionales no se pueden llamar así. A fecha de 9 de febrero, el Ministerio de Fomento anuncia a través de su ministra Ana pastor, la actualización de la Ley de Ordenación de la Edificación, llamada LOE, y la modificación del Código Técnico de la Edificación, recogida en la sala de prensa de su página web. Se esperaban que estas medidas se aprobaran en julio del 2012. En 2012, la denominación de los títulos de Grado de siete universidades, la del País Vasco, Burgos, CEU San Pablo, La Coruña, Universidad Politécnica de Valencia, La Laguna en Tenerife y Sevilla, están suspendidos cautelarmente por los Tribunales Superiores de Justicia de las comunidades autónomas correspondientes. A fecha de 29 de marzo de 2012 se presenta, en el Congreso de los Diputados una proposición no de Ley relativa al Grado de Ingeniería de Edificación 161/000436 (página 19). El 19 de junio de 2012, la CODATIE manda una carta a los rectores de las universidades españolas con la finalidad de agilizar el procedimiento judicial. La CODATIE defiende únicamente la denominación de Graduado en Ingeniería de la Edificación, por ser una denominación de mayor aceptación para ejercer la profesión de Arquitecto Técnico fuera de España, de acuerdo con asociaciones internacionales como la Chartered Association of Building Engineers. Debido a este conflicto, algunas escuelas han cambiado su denominación por: 1.- Grado en Edificación, caso de la Universidad Alfonso X el Sabio, la Universidad Camilo José Cela, la Universidad Politécnica de Madrid, la Universidad Antonio de Nebrija, la Universidad de Granada, la Universidad de las Islas Baleares, la Universidad de Extremadura o la Universidad de Navarra. 2.- Grado en Arquitectura Técnica, caso de la Universidad de Burgos, la Universidad Europea Miguel de Cervantes, la Universidad Jaime I de Castellón, la Universidad del País Vasco, la Universidad de Alicante, la Universidad de La Coruña, la Universidad de Lérida, la Universidad de Salamanca, la Universidad de Zaragoza, la Universidad CEU San Pablo o la Universidad Politécnica de Valencia. 3.- Grado en Ciencias y Tecnologías de la Edificación, caso de la Universidad Ramon Llull o la Universidad Politécnica de Cataluña. 4.- Grado en Ciencia y Tecnología de Edificación, caso de la Universidad de Sevilla o la Universidad de Alcalá O manteniendo la denominación, como: 1.- Grado en Ingeniería de Edificación, caso de la IE Universidad, la Universidad de Castilla-La Mancha, la Universidad Politécnica de Cartagena, la Universidad de La Laguna, la Universidad Católica San Antonio o la Universidad Europea de Madrid Evitando así, las escuelas que lo han cambiado, el uso del término ingeniería para definir este título de Grado, no obstante, estos títulos universitarios siguen perteneciendo a la rama de conocimiento de Ingeniería y Arquitectura, de manera que debe de haber algún conflicto de raciocinio dentro del poder judicial español e intereses ajenos a la propia definición, y por supuesto a la capacitación profesional y evolución del arquitecto técnico como ingeniero de la edificación, ya que por la propia definición de la rama de conocimiento de Ingeniería y Arquitectura, si un título universitario pertenece a esta es porque ese título forma parte de la Ingeniería o de la Arquitectura, es decir con asignaturas básicas comunes de 36 a 60 ECTS en asignaturas de Empresa, Expresión Gráfica, Física, Informática, Matemáticas y Química. El título de Arquitectura tiene directriz europea, y no hay otro en España, de manera que el título de Grado en Ingeniería de la Edificación, incluso con otra denominación, siempre que esté dentro de esa rama de conocimiento, forma parte como una disciplina de la Ingeniería vinculada a la edificación y la construcción, si no fuese así estaría dentro de otra rama de conocimiento, como la rama de Ciencias o Ciencias Sociales y Jurídicas, o bien dentro de la Formación profesional, y no es el caso. El 20 de diciembre de 2012 el Ministerio de Economía y Competitividad publica el Anteproyecto de la ley de Servicios Profesionales, con la finalidad de modificar algunas leyes para adaptar las reservas de actividad al contexto actual. Las profesiones afectadas son el Arquitecto, el Ingeniero, el Ingeniero Técnico y el Arquitecto Técnico. En él aparece por primera vez el término Ingeniero con competencias en edificación, el cual podrá proyectar y dirigir obras de edificios residenciales, culturales, docentes o religiosos, al igual que lo hace un arquitecto, sin embargo el anteproyecto no define ese término. De igual manera, el Anteproyecto en vez de adaptar las profesiones a su entorno europeo, lo que hace es conservar su carácter decimonónico y aumentar el abanico profesional de unas en detrimento de otras, en vez de hacer una reforma seria, y adaptar las profesiones a su formación académica y a su proyección internacional, en este caso la del Ingeniero de la Edificación. |
| 2013 | El 2 de agosto de 2013 el Ministerio de Economía y Competitividad, aprueba la norma que regulará los Colegios y Servicios Profesionales en base al Anteproyecto de Ley de Colegios y Servicios Profesionales, en él, en su disposición adicional novena, mediante la creación de una Comisión de Reforma de las Profesiones, emitirá un informe respecto a las profesiones en el ámbito de la ingeniería y la edificación, a los tres meses de la publicación de este Anteproyecto de Ley. |
| 2020 | Finalmente se anulan todas las demandas interpuestas por los diferentes colegios de aparejadores concluyendo así esta problemática y siendo ilegítimo el uso de "INGENIERO" en la profesión regulada de "ARQUITECTURA TÉCNICA". |

En síntesis, se puede explicar este conflicto como una bicefalia histórica entre la profesión y la formación universitaria, que arranca desde principios del siglo XX, momento en que se desarrolla la sustitución efectiva del maestro de obras por el aparejador, por una parte hay una evolución profesional tortuosa condicionada por la presión de los colegios profesionales de arquitectos, ingenieros de caminos e ingenieros industriales, y por otra, una evolución universitaria que ha ido acercándose a la figura académica del ingeniero de la edificación, similar a lo que fue el maestro de obras, pero sin una evolución paralela ascendente a nivel profesional. En ese contexto, la CODATIE apoya la denominación de grado en Ingeniería de la Edificación, de tal manera que le permita ofertar formación de posgrado en torno a esa ingeniería, y de igual manera facilitar el intercambio de estudiantes con escuelas de ingeniería de la edificación en Europa, dando prestigio académico a sus escuelas universitarias, pero sin embargo a nivel profesional el CGATE sigue aferrándose a la figura del aparejador, sin opción a una evolución que lo homologue a la figura profesional del ingeniero de la edificación, exteriorizando un sistema profesional rígido, poco adaptable a los vaivenes económicos, que limita la movilidad laboral y un sistema universitario que crea técnicos sin opción a una evolución profesional posterior.

## Competencias académicas

### Título de Grado en Ingeniería de la Edificación
Las competencias y planes de estudio se pueden consultar en la Orden ECI/3855/2007 de 27 de diciembre, así como en las páginas webs de las escuelas universitarias de Ingeniería de Edificación.
La diferencia entre los planes de estudio de Arquitectura Técnica e Ingeniería de Edificación es su duración, su estructura, su carga lectiva, así como sus competencias, mientras que en Arquitectura Técnica la estructura era de un primer ciclo de tres cursos, los estudios en Ingeniería de Edificación se estructuran en tres niveles, Grado, máster y Doctorado, siendo el Grado de cuatro cursos anuales, y ampliando la carga lectiva principalmente en materias de Valoraciones y  Tasaciones Inmobiliarias, Gestión de proyectos, Ampliación de Física, Patología, Mantenimiento y  Rehabilitación,  Gestión Urbanística,  Geotecnia, Estadística y Sostenibilidad.

### Posgrado en Ingeniería de la Edificación
El Posgrado y su oferta de másteres oficiales, abre la puerta a la formación plena en materias de ingeniería de la edificación, como el análisis, estudio y gestión del  proyecto de ejecución, la especialización e innovación tecnológica, la proyección estructural e instalaciones complejas en edificación, así como la gestión integral del proceso, haciendo hincapié en el ámbito de la rehabilitación y mantenimiento, investigación, así como del proceso y gestión integral del mercado inmobiliario. Por último elimina limitaciones para el acceso a la docencia universitaria por parte de los graduados en Ingeniería de Edificación y les da acceso al grupo A en la Administración Pública.
En lo que respecta a competencias, el título de Grado en Arquitectura y el Grado y máster en Ingeniería de Edificación, presentan duplicidad de conocimientos dentro del área de estudio de la ingeniería de la edificación, aunque la Ley de Ordenación de la Edificación sólo concede atribuciones en materia del proyecto de ejecución y su dirección de obra, a la profesión regulada de Arquitecto, Ingeniero Civil e Ingeniero Industrial, dejando la profesión del Ingeniero de Edificación inexistente como tal, y al máster Oficial en Ingeniería de Edificación sin una capacitación profesional de sus competencias.
El máster Oficial en Edificación, dentro de la rama de conocimiento de Ingeniería y Arquitectura, y estructurado en sus dos disciplinas de Tecnología y Gestión, se presenta mediante verificación por el Consejo de Universidades, previo informe favorable de la Agencia Nacional de Evaluación de la
Calidad y Acreditación  ANECA, y publicados en el BOE a partir del año 2011:
- De la Universidad de Alicante, vpublicado su plan de estudios por resolución del 7 de junio de 2011.
- El máster en Gestión Integral de la Edificación o el máster en Seguridad Integral en Edificación, ambos de la Universidad de Sevilla y publicados el 20 de julio de 2011.
- El máster en Edificación presentado por la Universidad Politécnica de Valencia y publicado su plan de estudios mediante resolución del 23 de noviembre de 2012.
- Por parte de la Universidad de Gerona con su máster Universitario en Tecnología y Gestión de la Edificación.
- De la Universidad Politécnica de Madrid, el Máter (enlace roto disponible en Internet Archive; véase el historial, la primera versión y la última). Universitario en Innovación Tecnológica en Edificación y el Máster (enlace roto disponible en Internet Archive; véase el historial, la primera versión y la última). Universitario en Gestión en Edificación, implantado por la Comunidad de Madrid.

Asimismo, otras titulaciones ofertan másteres dentro del ámbito de la Ingeniería de la Edificación, como:
- De la Universidad de Vigo, adscrito a la Escuela Técnica Superior de Ingenieros Industriales, y publicado su plan de estudios por la Resolución de 21 de abril de 2012 del BOE.

### Escuelas universitarias
Según la CODATIE, la conferencia de directores de las escuelas de Arquitectura Técnica e Ingeniería de Edificación, en España existen 32 escuelas universitarias que ofertan el Grado en Ingeniería de Edificación, concentrándose la mayoría en el este de España, principalmente en el arco mediterráneo, y en la zona centro, especialmente en la Comunidad de Madrid y su capital, en la villa de Madrid.
- En la zona centro, encontramos un total de diez escuelas universitarias, la Universidad de Burgos, la Escuela Politécnica de Cuenca de la Universidad de Castilla-La Mancha, la Universidad de Alcalá de Henares, ya en Madrid se encuentra la universidad Politécnica de Madrid, así como numerosas universidades privadas como la Universidad CEU San Pablo, la Universidad Europea de Madrid, Universidad Camilo José Cela, Universidad Antonio de Nebrija y la Universidad Alfonso X el Sabio. Por último está la universidad privada de IE University, la cual oferta el curso de adaptación al Grado en Ingeneiría de Edificación desde la titulación de Arquitectura Técnica.
- En el este de España, encontramos once escuelas universitarias, en Cataluña hay seis, la Universidad Politécnica de Cataluña, la Universidad Rovira i Virgili de Tarragona, la Universidad de Lérida, la Universidad de Gerona, la Universidad Pompeu Fabra y finalmente la Universidad Ramon Llull, esta última privada, en la Comunidad Valenciana hay tres, la Universidad Jaime I en Castellón, la Universidad Politécnica de Valencia y la Universidad de Alicante, en las Islas Baleares y Aragón hay una en cada comunidad autónoma, que son respectivamente la Universidad de las Islas Baleares y la Escuela Universitaria Politécnica de La Almunia de Doña Godina de la Universidad de Zaragoza.
- En el oeste, se encuentran un total de cuatro escuelas, la Escuela Universitaria Politécnica de Zamora de la Universidad de Salamanca, la Universidad Pontificia de Salamanca, la Universidad Politécnica de Cáceres de la Universidad de Extremadura y por último la Universidad de La Coruña en Galicia.
- En el sur, hay cuatro, una en la Universidad de Sevilla, otra en la Universidad de Granada y en Murcia otras dos, en la Universidad Politécnica de Cartagena y la Universidad Católica San Antonio.
- En el País Vasco y Navarra encontramos dos, la  Universidad del País Vasco, UPV/EHU y la Universidad de Navarra.
- Finalmente en las Islas Canarias encontramos una, situada en la Universidad de La Laguna, en Santa Cruz de Tenerife.

### Convenios académicos
Actualmente los convenios de intercambio, entre las diferentes escuelas de Ingeniería de Edificación de España con el resto de Europa, se realizan con las escuelas universitarias que representan la figura del ingeniero de edificación europeo, o llamado comúnmente en lengua inglesa como Building Engineer, o bien en otras lenguas como el Ingegnere Edile italiano, el Ingénieur du Bâtiment francés, el Ingenieur für Hochbau alemán o el resto de figuras universitarias similares; plasmadas en el Libro Blanco Archivado el 8 de marzo de 2022 en Wayback Machine. del título de Grado en Ingeniería de Edificación. Para ver detalles de estos convenios se pueden visitar las webs oficiales de cada una de las 32 escuelas universitarias.
Entre estos convenios ya existentes, destaca la doble titulación (enlace roto disponible en Internet Archive; véase el historial, la primera versión y la última). de Grado en Ingeniero de Edificación por la Universidad Politécnica de Valencia y el Bachelor in Architectural Technology and Construction Management por VIA University College, en Dinamarca, así como los acuerdos bilaterales de la Universidad Politécnica de Madrid.

## Atribuciones profesionales
La Ley 38/1999 de Ordenación de la Edificación es el texto que regula las atribuciones actuales de la profesión de Arquitectura Técnica, la LOE define al director de la ejecución de la obra, «como el agente que, formando parte de la dirección facultativa, asume la función técnica de dirigir la ejecución material de la obra y de controlar cualitativa y cuantitativamente la construcción y la calidad de lo edificado».
Actualmente, el Grado en Ingeniería de Edificación habilita para ejercer la profesión regulada de Arquitecto Técnico, la cual no equivale plenamente a la profesión de ingeniero de edificación existente en el ámbito europeo, ya que el Arquitecto Técnico no está habilitado profesionalmente para intervenir, de forma parcial o plena, en aquellos proyectos de ejecución que en España están reservados a arquitectos, ingenieros e ingenieros técnicos y llevar a cabo su dirección de obra (salvo en proyectos de reforma y mejora sin cambios en la estructura). Según la LOE, cuando el director de la obra es Arquitecto, el arquitecto técnico es el único profesional habilitado para ejercer la dirección de la ejecución material de la obra; dicho ejercicio no existe como tal en el entorno europeo, sólo la dirección de obra.
En España las profesiones reguladas que intervienen en el proyecto de ejecución en edificación son la de Arquitecto, Arquitecto Técnico, Ingeniero de Caminos, Canales y Puertos, Ingeniero de Obras Públicas y las diferentes disciplinas del Ingeniero Industrial. Según la LOE, Ley de Ordenación de la Edificación, el Arquitecto Técnico es proyectista en lo que concierne a la construcción de edificios dentro del grupo c), es decir «todas las demás edificaciones cuyos usos no estén expresamente relacionados en los grupos anteriores» es decir el grupo a) que engloba los usos administrativo, sanitario, religioso, residencial en todas sus formas, docente y cultural, así como el grupo b) que engloba los usos aeronáutico, agropecuario, de la energía, de la hidráulica, minero, de telecomunicaciones (referido a la ingeniería de las telecomunicaciones), del transporte terrestre, marítimo, fluvial y aéreo, forestal, industrial, naval, de la ingeniería de saneamiento e higiene, y accesorio a las obras de ingeniería y su explotación.
El reconocimiento de un Graduado en Ingeniería de Edificación español en otros países, se hace en función de las atribuciones profesionales adquiridas en España y no de las competencias cursadas en la escuela universitaria, es decir, el reconocimiento en el extranjero se hace atendiendo a las atribuciones profesionales del Arquitecto Técnico, según el Real Decreto 1837/2008, de 8 de noviembre.
Ante esta situación, el gobierno de España está desarrollando una Ley que liberalice el sector de la ingeniería que permita un acercamiento al sistema profesional europeo, a fin de desarrollar la Ley Ómnibus, asimismo esta ley está siendo reclamada por el INITE, Instituto de  Ingenieros Técnicos de España. Otra posibilidad es que dos escuelas europeas de Ingeniería de Edificación, una española y otra del resto de Europa, oferten conjuntamente un mismo título universitario en Ingeniería de Edificación con atribuciones profesionales plenas desarrollando sus dos especialidades, la de gestión integral de todo tipo de edificación y su dirección de obra, así como la especialidad en tecnología, abarcando la proyección estructural, instalaciones e investigación tecnológica dentro del sector de la edificación, posibilidad que queda publicada en el Real Decreto 1002/2010, de 5 de agosto, sobre expedición de títulos universitarios oficiales, donde un convenio entre dos universidades europeas ofertando una titulación de ingeniero de edificación europea sería posible en España, dando atribuciones plenas en materia de ingeniería de la edificación.
En el contexto europeo cercano a España, especialmente en Francia e Italia, el desarrollo pleno de la profesión de Ingeniería de la Edificación se hace a través de su formación de posgrado, en caso de Francia a través de su ciclo único de Licence y máster en Ingénierie du Bâtiment, y en el caso de Italia, a través de su Laurea y Laurea Magistrale en Ingegneria Edile, formaciones académicas homologables a la Architectural Engineering existente en los Estados Unidos, y equiparable a la carga académica de Grado y máster Oficial en Edificación, en sus dos especialidades de tecnología y gestión, del título de Ingeniero de Edificación en España.
En los años 2.018 y 2.019, se han dictado sentencias que han reafirmado las atribuciones, a nivel proyectual, de la profesión del Arquitecto Técnico como ingeniero de la edificación, trasladándose a la situación anterior que tenía esta profesión, antes de la Ley de Ordenación de la Edificación o LOE de 1.999. Con base en la LOE se redefinió el concepto de ‘proyecto arquitectónico’, el cual no sólo afectaba a la configuración exterior del edificio, sino también al ámbito estructural del mismo. Actualmente, y basándose en la jurisprudencia creada por estas sentencias, el concepto de ‘proyecto arquitectónico’ se limita a lo que se llamaría proyecto básico o ideación de la arquitectura, y afectaría a su configuración exterior e ideación arquitectónica, diferenciándose por tanto de la redacción y firma de proyectos que tengan por objeto la construcción, reforma, reparación, conservación, demolición, fabricación, instalación, montaje o explotación de bienes muebles o inmuebles, es decir a todos aquellos proyectos que no precisen de proyecto arquitectónico, a los de intervenciones parciales en edificios construidos que no alteren su configuración arquitectónica, a los de demolición y a los de organización seguridad, control y economía de obras de edificación de cualquier naturaleza, y abarcando toda clase de obras y construcciones. 

### Convenios profesionales
1.- Con asociaciones profesionales de Europa (Dinamarca y Finlandia).
Dentro de Europa existe un convenio, entre la Asociación Danesa de Arquitectos Constructores Konstruktørforeningen KF y el Consejo General de la Arquitectura Técnica de España CGATE, en el marco de reconocimiento de títulos establecido por la Directiva 89/48/CEE, que permite colegiarse en estas asociaciones profesionales quienes posean el título de diplomado en bygningskonstruktør o de Arquitecto Técnico. Asimismo existe el convenio con el Rakennusmestarien Keskusliito RKL de Finlandia.
2.- Con países pertenecientes a la Commonwealth.
Actualmente se están desarrollando convenios entre escuelas de España en Ingeniería de la Edificación, entre ellas la Universidad Politécnica de Madrid, la Universidad de Sevilla, la Universidad Politécnica de Cataluña o la Universidad de Alicante, con la asociación de The Chartered Association of Building Engineers.

### Normativa
- Universidad de Sevilla Ley de Instrucción Pública de 9 de septiembre de 1857. Ley Moyano artículos 67 y 140.
- Decreto Regulación de las atribuciones de la carrera de Aparejador, de 16 de julio de 1935.
- Decreto 265/1971 Regulación profesional del Arquitecto Técnico.
- Orden Ministerial Directrices para la elaboración de los planes de estudio de las Escuelas Universitarias de Arquitectura e Ingeniería Técnica, de 24 de diciembre de 1976.
- Resolución Plan de Estudios Experimental de las Escuelas Universitarias de Arquitectura Técnica, de 7 de febrero de 1977.
- Ley 12/1986 Regulación de las atribuciones profesionales de los Arquitectos Técnicos e Ingenieros Técnicos.
- Real Decreto 1497/1987 Expedición de los títulos universitarios con carácter oficial y validez en todo el territorio nacional.
- LEY 38/1999 LOE Ley de Ordenación de la Edificación.
- Real Decreto 55/2005 Estructura de las enseñanzas universitarias y regulación de los estudios universitarios oficiales de Grado.
- Real Decreto 1393/2007 Ordenación de las enseñanzas universitarias oficiales.
- ASAT Sentencia por la que se anula la reserva en la denominación de Graduado/a en Ingeniería de Edificación.
- COAAT Comunicado de la Conferencia de Directores de Centros que imparten el título de Ingeniería de Edificación, de 28 de abril de 2010.
- Buscador de sentencias del Tribunal Supremo.
- Sentencia del Tribunal Constitucional STC 183/2011.

### Organizaciones profesionales e instituciones universitarias nacionales
- Ministerio de Educación, Cultura y Deporte Gobierno de España.
- CRUE Conferencia de Rectores de las Universidades Españolas.
- CODATIE Escuelas universitarias en Ingeniería de Edificación - Conferencia de Directores de Escuelas de España que imparten Arquitectura Técnica e Ingeniería de Edificación.
- INITE Instituto de Ingenieros Técnicos de España.
- CGATE Consejo General de la Arquitectura Técnica de España.
- Aparejadores Madrid Colegio Oficial de Aparejadores y Arquitectos Técnicos de Madrid.
- ASAT Asociación de Sectoriales de Arquitectura Técnica
- Youtube Manifestación de estudiantes del 13 de mayo de 2011 en Madrid.

### Contexto internacional
- CABE Chartered Association of Building Engineers
- CIB Archivado el 23 de junio de 2012 en Wayback Machine. International Council for Building.
- Becas Archivado el 19 de marzo de 2012 en Wayback Machine. Erasmus.
- Becas Leonardo Da Vinci (en inglés).
- Comisión Europea Estudiar en Europa.
- Bbygningskonstruktør Erhvervsakademi Aarhus. Dinamarca.
- Ingegneria Edile Universidad de Pisa. Italia.
- Ingénierie du Bâtiment Polytech Annecy-Chambéry. Francia.
- Building Engineering Intranet Universidad de Westminster. Reino Unido.

- Datos: Q8964831